# 明日香 (歌手)
明日香（あすか、Asuka、本名：里 明日香（さと あすか）、1988年2月11日 - ）は、日本の元歌手。鹿児島県奄美市(旧笠利町)出身、東京都在住。血液型A型。スパークリング☆ポイントの元メンバー。

## 来歴
- 2003年11月、奄美群島徳之島にある徳之島文化会館で、徳之島委員会とビーイング内の音楽事務所LOOPが共同で行ったオーディション「Power of Dream」を受け、参加者約50人の中からグランプリを受賞。その後、同オーディションで受賞は逃したが審査員の評価が高かった亜衣里と梓とともにスパークリング☆ポイントを結成。奄美大島内のライブハウスでレッスンを開始する。
- 2004年3月、大阪府へ移住し、大阪市内の通信制高校に転校。
- 2004年9月1日に「Hey Hey Baby! You're NO.1!」でデビュー。「キミキラSunshine」までのセンター&メインボーカルを務める。
- 2006年3月、大阪市内の通信制高校を卒業。
- 2006年10月25日にリリースされた「恋の1-2-3」から、センターボーカルを梓に譲る形となる。
- 2007年2月23日にリリースされた「さよならのかわりに」のカップリング曲「ずっと離れないで」の作詞を手がける。
- 2007年春、GIZA studioからNORTHERN MUSICへ移籍となり、東京都へ移住。
- 2007年7月4日にリリースされたアルバム、「サンキュー!!」では、「夏の夕べ～あやまる岬で～」の作詞を担当。なお、「ずっと離れないで」は収録されず、「サンキュー!!」で、Asuka名義での、作詞曲は1曲のみである。同アルバムをリリース後、故郷の奄美大島で凱旋ライブを行う。しかし、同ライブを最後に、CDリリースやライブ情報等の表立った活動が休止状態となるが、レギュラー番組だったネットラジオ「スパくる」は継続される。
- 2008年3月28日、梓のソロ活動がスタート。ブログのみ更新という形となる。
- 2008年秋、ネットラジオ「スパくる」が終了。同じ頃、亜衣里のログの更新が停止する。それ以降、しばらくは、梓がメイン、明日香が時々という形でのブログ更新となる。
- 2009年2月、明日香も誕生日を以って、ブログの更新を停止する。それ以降は、梓だけでブログの更新を行っていた。
- 2009年6月2日、スパークリング☆ポイントの解散を発表。梓以外は消息が不明だったが、明日香は事務所を移籍し、ソロで活動している事が判明。
- 2009年6月19日、LIVE GATE TOKYOでのライブ「1×4-one by four-自主企画「Power of Music vol.6」に出演。
- 2009年6月28日、六本木morph-tokyoでのライブ「SPLIT ROOM VOL.238」に出演。
- 2009年7月26日、六本木morph-tokyoでのライブ「SPIRIT ROOM Vol.237」に出演。
- 2009年8月29日、赤坂MOVEでのライブ「バス★ロビ企画ライブレインボーフィーバースペシャル」に出演。
- 2009年9月27日、六本木morph-tokyoでのライブ「SPLIT ROOM VOL.238」に出演。
- 2009年11月28日、L@N赤坂でのライブ「バス★ロビ Presentsレインボーフレーバースペシャルvol,5」に出演。
- 2010年1月17日、赤坂Moveでのライブに出演。
- 2010年1月23日、下北沢でのライブ「Live&FreeSpaceユラクス」に出演。

## 人物
- 好きなアーティストは、絢香、Mr.Children、ビヨンセ、MISIA、DREAMS COME TRUE、Ne-Yo、BoA等。
- スパークリング☆ポイント結成のきっかけとなったボーカリストオーディション「Power of Dream」の優勝者という事もあり、メンバー内で一番安定した歌唱力を持つ。難解パートや重要パートのほとんどを担当していた。
- 曽祖父は奄美大島伝説の唄者、里国隆。歌手の里アンナとはいとこ同士にあたる。
- 三線が得意であり、ライブでも披露している。
- 亜衣里とは幼稚園と高校が同じクラスだった。
- 子どもの頃、MBCの野口に奄美でトイレを貸した事がある。
- 駅伝大会で2位の入賞経験を持つ。
- 目標は「人に感動を与えられるようなアーティストになる」事。
- 趣味は料理、ドラッグストア探検、いたずら、変顔
- 特技はオリジナル料理、ダッシュ、人を笑わせること
- 好きなものは歌、笑顔、お祭り、ボウリング、納豆。
- 2008年は、目立ったソロ活動は見られなかったが、ブログは更新していた。しかし、2009年の誕生日以降、ブログの更新がなくなる。
- 2009年6月2日、スパークリング☆ポイントの解散を発表。解散後は、事務所を移籍し、都内でライブを中心に活動中。
- ソロになってからは、スパークリング☆ポイント時代とは違い、アコースティツクサウンドが多く、ギター演奏も披露している。CDリリースへ向けて現在、レコーディング中との事。都内でのライブ活動がメインである。
- 目標とするアーティストはBoAである。
- 好きな色はピンクと白。
- 2009年、都内のスポーツジム「アルゴスポーツ」のイメージガールに起用される。
- イベントやライブ活動が中心でレコード会社等には所属していないようである。
- 2011年5月28日、公式ブログにて「私は歌とは別に新たに新しい目標が見つかりました。これから、その目標に向かって頑張ろうと決心しました。」というコメントが掲載された。

## 作詞
- ずっと離れないで
- 夏の夕べ～あやまる岬で～

## ソロ未発売曲
- TREASURE
- k
- wedding
- 不思議な恋の物語
- 青空の向こうまで